# Dalophia pistillum
Dalophia pistillum — вид плазунів з родини амфісбенових (Amphisbaenidae). Мешкає в Центральній і Південній Африці.

## Поширення і екологія
Dalophia pistillum мешкають в Анголі, Ботсвані, східній Намібії, Замбії, Зімбабве, Мозамбіку і ПАР. Вони живуть в саванах і напівпустелі Калахарі.